# فخرأباد (قهاب رستاق)
فخرأباد (بالفارسية: فخرآباد) هي قرية تقع في إيران في قسم قهاب رستاق الريفي.